# Tamsita ochthoeba
Tamsita ochthoeba là một loài bướm đêm thuộc phân họ Arctiinae, họ Erebidae.